# Nitroetano
Il nitroetano è un nitrocomposto alchilico di formula CH3CH2NO2. A temperatura ambiente appare come un liquido incolore, viscoso e dall'odore caratteristico, poco solubile in acqua ma ben miscibile in acetone, metanolo, dietiletere, cloroformio e soluzioni acquose alcalinizzate a pH basico.

## Sintesi
Il nitroetano può essere ottenuto per trattamento dell'etano con acido nitrico in fase aeriforme:
CH3CH3 + HNO3 → CH3CH2NO2 + H2O
La sostanza può essere inoltre sintetizzata facendo reagire propano con acido nitrico in condizioni di elevata pressione o in fase aeriforme.

## Utilizzo
Il nitroetano viene principalmente usato come solvente, in particolare è utilizzato per solubilizzare i derivati della cellulosa, nonché resine, cere e polimeri organici di varia natura. In virtù delle sue proprietà di solvente organico il nitroetano trova impiego in cosmetica nella rimozione della colla utilizzata per fissare le unghie artificiali. A livello industriale la sostanza trova inoltre impiego come reagente nelle sintesi organiche.